# Gara
Gara ("Som", en basc) és un diari basc bilingüe (basc/castellà) editat a la ciutat de Sant Sebastià.
Va néixer el 30 de gener de 1999 com a successor del diari d'esquerra i pronacionalista basc Egin, que va ser declarat il·legal pel jutge Baltasar Garzón el 15 de juliol de 1998. Per a poder ser creat, es va fer una col·lecta entre la població basca, especialment els lectors d'Egin, que van aportar petits capitals per finançar la creació del nou diari, convertint-se en copropietaris d'aquest. Segons l'Eustat aquest diari és el cinquè més llegit a la Comunitat autònoma del País Basc, amb 79.000 lectors de mitjana l'any 2010
El 12 de març de 2004, una persona va comunicar a Gara en nom d'ETA, la negativa de qualsevol participació d'ETA en els atemptats de Madrid de l'11 de març de 2004. Així mateix, com abans passava amb el clausurat Egin, les trucades al diari Gara eren un dels mitjans que habitualment feia servir ETA per anunciar i reivindicar atemptats i fer d'altres comunicats, així com, de manera excepcional, concedir entrevistes.